# City of Teton
Teton, formalment City of Teton, és una ciutat al comtat de Fremont a l'estat d'Idaho. En el cens del 2000 tenia 569 habitants. Segons l'Oficina del Cens dels Estats Units, la ciutat té una superfície total de 0,68 milles quadrades (1,76 km2), totes de terra ferma.

## Demografia
Segons el cens del 2000, Teton tenia 569 habitants, 192 habitatges, i 144 famílies. La densitat de població era de 467,4 habitants/km².
Dels 192 habitatges en un 38% hi vivien nens de menys de 18 anys, en un 65,1% hi vivien parelles casades, en un 8,3% dones solteres, i en un 24,5% no eren unitats familiars. En el 20,8% dels habitatges hi vivien persones soles el 9,9% de les quals corresponia a persones de 65 anys o més que vivien soles. El nombre mitjà de persones vivint en cada habitatge era de 2,96 i el nombre mitjà de persones que vivien en cada família era de 3,5.
Per edats la població es repartia de la següent manera: un 31,1% tenia menys de 18 anys, un 10,7% entre 18 i 24, un 26,9% entre 25 i 44, un 18,8% de 45 a 60 i un 12,5% 65 anys o més.
L'edat mediana era de 32 anys. Per cada 100 dones de 18 o més anys hi havia 98 homes.
La renda mediana per habitatge era de 33.409 $ i la renda mediana per família de 35.278 $. Els homes tenien una renda mediana de 25.147 $ mentre que les dones 19.583 $. La renda per capita de la població era de 12.186 $. Aproximadament el 17,2% de les famílies i el 20,8% de la població estaven per davall del llindar de pobresa.

## Poblacions properes
El següent diagrama mostra algunes poblacions properes.